# Las Cruces (New Mexico)
Las Cruces er en amerikansk by og administrativt centrum i det amerikanske county Doña Ana County i staten New Mexico. I 2006 havde byen et indbyggertal på 86.268.

## Ekstern henvisning
- Wikimedia Commons har flere filer relateret til Las Cruces (New Mexico)
- Las Cruces hjemmeside (engelsk)

32°18′51″N 106°46′47″V / 32.31403°N 106.77981°V